# Sant'Alessandro in Zebedia
Sant'Alessandro in Zebedia je milánský katolický kostel, stojící na stejnojmenném náměstí.
Stavba, určená pro řád barnabitů, byla započata roku 1601 podle plánů Lorenza Binaga a Francesca Richiniho. Zahrnuje hlavní budovu s půdorysem ve tvaru řeckého kříže a centrální kupolí a oddělený presbytariář, také s kupolí. Fasáda, zdobená basreliéfy, má dvě zvonice.
Interiér uchovává díla lombardského baroka: malby Camilla Procacciniho (Zvěstování a Ukřižování) a Crespiho (Bičování). V kapli della Nativita je umístěn obraz Klanění pastýřů od Camilla Procacciniho.